# Kalter Entzug
Kalter Entzug (vom englischen Ausdruck Cold turkey oder kurz nur Turkey) ist die umgangssprachliche Bezeichnung für ein plötzliches Absetzen körperlich abhängig machender Substanzen wie Alkohol, Opiaten und Benzodiazepinen. Als Folge treten neben den seelischen auch körperliche Entzugssyndrome auf, die je nach Suchtmittel und Ausprägung der Abhängigkeit stark variieren können. Der körperliche Entzug, d. h. die Entgiftung, ist immer nur der erste Schritt in der Suchttherapie.
Unbehandelte Entzugssyndrome stellen ein großes gesundheitliches Risiko dar, bisweilen bis hin zur Lebensgefahr, und sind in ihrem Verlauf nicht vorherzusehen, weswegen ein kalter Entzug ohne ärztliche Aufsicht nicht zu empfehlen ist. Häufig kommt es ungewollt zum kalten Entzug, wenn es den Süchtigen nicht möglich ist, das Suchtmittel zu beschaffen, z. B. bei akuten Erkrankungen oder fehlenden finanziellen Mitteln. Daneben versuchen Süchtige den kalten Entzug allein, wenn das Schamgefühl zu groß ist und sie sich scheuen, professionelle Hilfe anzunehmen, oder wenn sie glauben, alleine mit dem Entzug zurechtzukommen.
Wird beim Entzug ein Substitutionsmittel eingesetzt, so wird von einem „warmen“ Entzug gesprochen. Neben der Substitution des Suchtmittels zielt die medikamentöse Therapie auf die Milderung der Entzugserscheinungen.
Sowohl bei kaltem als auch warmem Entzug kann ein sogenannter Drehtür-Effekt eintreten, d. h. die süchtige Person ist nur phasenweise abstinent.

## Kalter Entzug bei Alkoholismus
Vier bis zwölf Stunden nach dem letzten Alkoholkonsum können bei Abhängigen die ersten Entzugserscheinungen auftreten und bei fortgesetzter Abstinenz bis zu fünf Tage lang anhalten. Magenschmerzen und Unwohlsein gehören zu den häufigsten, wenn auch leichteren Symptomen. Die Dysregulation des vegetativen Nervensystems führt zu starkem Schwitzen, Mundtrockenheit sowie Kreislaufproblemen wie Herzrasen und Bluthochdruck, ggf. mit Blutdruckkrisen.
Durch den Wegfall des dämpfenden Alkohols kommt es zu Übelkeit, Erbrechen, Zittern, Sprach-, Seh- und Empfindungsstörungen. Daneben sinkt die Krampfschwelle des Gehirns, so dass generalisierte Krampfanfälle mit Verletzungspotenzial durch Stürze, Aspiration und Zungenbisse häufig sind. Darüber hinaus kann es zu Stoffwechselentgleisungen wie Unterzuckerung kommen.
Psychische Entzugserscheinungen reichen von innerer Reizbarkeit und Unruhe über Konzentrations- und Gedächtnisstörungen mit verstärkter Suggestibilität bis hin zu depressiven Verstimmungen und Suizidgedanken. Überlegungen, die um die Beschaffung von Alkohol kreisen, sind bei Alkoholkranken auf Entzug die Regel.
Kalter Entzug kann zum Delirium führen, das häufig intensivmedizinisch behandelt werden muss.

## Kalter Entzug bei Opiatabhängigkeit
Beim Entzug von Heroin gipfeln die Beschwerden (Opioidentzugssyndrom) 36 bis 72 Stunden nach der letzten Einnahme. Der Entzug von Buprenorphin wird gegenüber dem von Methadon als milder erlebt. Folgen für die Substitutionstherapie Opioidabhängiger sind, dass viele Patienten vor dem endgültigen Entzug von Methadon auf Buprenorphin wechseln möchten bzw. von vornherein letzteres bevorzugen.

## Darstellung in Kunst und Kultur
1969 veröffentlichte John Lennon die Single Cold Turkey, in der er die Folgen eines Kalten Entzugs besingt.
Auch filmisch wurde das Thema aufgegriffen, wie 1970 in Trash.
Im US-amerikanischen Film French Connection II von 1975 wird der Polizist Doyle erst drogenabhängig gemacht und dann einem Kalten Entzug ausgesetzt. In dem biografischen Buch Wir Kinder vom Bahnhof Zoo von 1978 schließt der Vater von Christiane F. diese in der Wohnung ein, um sie zwangsweise auf Entzug zu setzen. Das Buch wurde 1981 als Christiane F. – Wir Kinder vom Bahnhof Zoo auch verfilmt, stand aber auch im Ruf, die Heroinsucht doch zu verharmlosen.
Danach wurde es allgemein üblicher im Zusammenhang mit der Darstellung von Drogenabhängigen auch den Kalten Entzug ausführlich darzustellen bzw. zu dokumentieren, u. a.:
- 1955: Der Mann mit dem goldenen Arm
- 1975: French Connection II
- 1986: Sid und Nancy; Film über Sid Vicious
- 1995: Jim Carroll – In den Straßen von New York (The Basketball Diaries)
- 1996: Trainspotting – Neue Helden, einer der bekannteren Drogenfilme der 1990er Jahre
- 2006: Candy – Reise der Engel (Candy )
- 2010: Wie ein Licht in der Nacht[6]
- 2013: Pod mocnym aniołem